# Herrarnas 10 000 meter vid världsmästerskapen i friidrott 2022
Herrarnas 10 000 meter vid världsmästerskapen i friidrott 2022 avgjordes den 17 juli 2022 på Hayward Field i Eugene i USA.
Ugandiska Joshua Cheptegei tog sitt andra raka VM-guld på 10 000 meter efter ett lopp på 27 minuter och 27,43 sekunder. Silvret togs av kenyanska Stanley Mburu och bronset togs av Cheptegeis landsman Jacob Kiplimo.

## Rekord
Innan tävlingens start fanns följande rekord:
| Rekord                                         | Idrottare                       | Tid      | Plats                    | Datum            |
| ---------------------------------------------- | ------------------------------- | -------- | ------------------------ | ---------------- |
| Världsrekord                                   | Joshua Cheptegei (UGA)          | 26.11,00 | Valencia, Spanien        | 7 oktober 2020   |
| Mästerskapsrekord                              | Kenenisa Bekele (ETH)           | 26.46,31 | Berlin, Tyskland         | 17 augusti 2009  |
| Världsårsbästa                                 | Grant Fisher (USA)              | 26.33,84 | San Juan Capistrano, USA | 6 mars 2022      |
| Afrikanskt rekord                              | Joshua Cheptegei (UGA)          | 26.11,00 | Valencia, Spanien        | 7 oktober 2020   |
| Asiatiskt rekord                               | Ahmad Hassan Abdullah (QAT)     | 26.38,76 | Bryssel, Belgien         | 5 september 2003 |
| Nord-, centralamerikanskt och karibiskt rekord | Grant Fisher (USA)              | 26.33,84 | San Juan Capistrano, USA | 6 mars 2022      |
| Sydamerikanskt rekord                          | Marílson Gomes dos Santos (BRA) | 27.28,12 | Neerpelt, Belgien        | 2 juni 2007      |
| Europeiskt rekord                              | Mo Farah (GBR)                  | 26.46,57 | Eugene, USA              | 3 juni 2011      |
| Oceaniskt rekord                               | Jack Rayner (AUS)               | 27.28,12 | San Juan Capistrano, USA | 6 mars 2022      |

## Program
Alla tider är lokal tid (UTC−7).
| Datum   | Tid   | Omgång |
| ------- | ----- | ------ |
| 17 juli | 13:00 | Final  |

## Resultat
Loppet startade klockan 13:03.
| Placering | Namn                | Nationalitet   | Tid      | Noteringar |
| --------- | ------------------- | -------------- | -------- | ---------- |
| 1         | Joshua Cheptegei    | Uganda         | 27.27,43 | 0SB0       |
| 2         | Stanley Mburu       | Kenya          | 27.27,90 | 0SB0       |
| 3         | Jacob Kiplimo       | Uganda         | 27.27,97 | 0SB0       |
| 4         | Grant Fisher        | USA            | 27.28,14 |            |
| 5         | Selemon Barega      | Etiopien       | 27.28,39 |            |
| 6         | Mohammed Ahmed      | Kanada         | 27.30,27 |            |
| 7         | Berihu Aregawi      | Etiopien       | 27.31,00 |            |
| 8         | Daniel Mateiko      | Kenya          | 27.33,57 | 0SB0       |
| 9         | Joe Klecker         | USA            | 27.38,73 | 0SB0       |
| 10        | Isaac Kimeli        | Belgien        | 27.43,50 | 0SB0       |
| 11        | Jimmy Gressier      | Frankrike      | 27.44,55 |            |
| 12        | Sean McGorty        | USA            | 27.46,30 |            |
| 13        | Carlos Mayo         | Spanien        | 27.50,61 |            |
| 14        | Tadese Worku        | Etiopien       | 27.51,25 |            |
| 15        | Rodgers Kwemoi      | Kenya          | 27.52,26 |            |
| 16        | Rodrigue Kwizera    | Burundi        | 28.01,49 |            |
| 17        | Habtom Samuel       | Eritrea        | 28.01,81 |            |
| 18        | Egide Ntakarutimana | Burundi        | 28.24,07 |            |
| 19        | Jack Rayner         | Australien     | 28.24,12 |            |
| 20        | Ren Tazawa          | Japan          | 28.24,25 |            |
| 21        | Zouhair Talbi       | Marocko        | 28.28,69 |            |
| 22        | Tatsuhiko Ito       | Japan          | 28.57,85 |            |
| 23        | Patrick Dever       | Storbritannien | 29.13,88 |            |
| 24        | Stephen Kissa       | Uganda         | 29.21,10 | 0SB0       |